# Lone Echo II
Lone Echo II est un jeu vidéo d'aventure en réalité virtuelle développé par Ready at Dawn et édité par Oculus Studios. Suite de Lone Echo, il est sorti le 12 octobre 2021 sur Oculus Rift.

## Système de jeu
Lone Echo II propose un système de jeu similaire à son prédécesseur, tournant autour de la gravité nulle, le joueur pouvant saisir et pousser divers objets dans l'environnement. Les joueurs sont équipés de propulseurs de poignet et d'un booster EVA qui leur permet une mobilité totale dans l'environnement. Le jeu est basé sur la résolution d'énigmes par l'interaction avec des objets dans le monde du jeu, tels que des grues, des portes, des cartes holographiques, etc. Les joueurs ont accès à une variété d'outils, y compris les outils de numérisation et de découpe de Lone Echo. Ce jeu diffère du premier par la présence d'ennemis que le joueur doit éviter et distraire.

## Trame
Après les événements de Lone Echo, le capitaine Olivia "Liv" Rhodes et Echo One "Jack", se retrouvent 400 ans dans le futur. Ils découvrent qu'ils sont à bord d'une mystérieuse station spatiale qui semble abandonnée. Ils découvrent que la biomasse qu'ils ont rencontrée dans Lone Echo a évolué vers une forme mobile appelée "ticks" qui sont des sources d'énergie. Liv et Jack doivent résoudre le mystère de cette future station spatiale s'ils veulent retrouver le chemin pour rentrer chez eux.

## Développement
Le jeu a été annoncé à l'Oculus Connect 5 avec la sortie d'une expérience de bande-annonce VR de six minutes. The Lone Echo II: Trailer Experience a été finaliste des VR Awards pour le marketing VR de l'année. Pour Lone Echo II, Ready at Dawn s'est concentré sur l'expansion du monde du jeu et sur les mécanismes de jeu de Lone Echo. Lone Echo II contient de nouveaux outils, des puzzles plus complexes et de nouveaux ennemis à éviter pour les joueurs. Le studio a parlé des défis liés à l'ajustement du suivi pour le jeu en raison du suivi à l'envers de l'Oculus Rift S. Ce sera le troisième jeu de réalité virtuelle du studio.
À l'E3 2019, Ready At Dawn a publié une démo sur le sol du salon dans le cadre du stand Oculus Studios. La démo a donné aux joueurs leur premier aperçu des nouvelles mécaniques de jeu développées et un aperçu de l'histoire. Il a été annoncé à l'E3 2019 que le jeu avait été retardé de 2019 au premier trimestre 2020,. Dans un article de blog publié par Ready At Dawn, ils discutent de l'impact de la pandémie de Covid-19 sur le développement de Lone Echo II et du retard supplémentaire de la sortie du jeu.